# Il re d'inverno - Artù, dal mito alla leggenda
Il re d'inverno - Artù, dal mito alla leggenda (The Winter King) è una serie televisiva britannica, basata sulla pentalogia de Il romanzo di Excalibur di Bernard Cornwell. La serie è stata ideata da Kate Brooke e Ed Whitmore e ha debuttato il 20 agosto 2023 su MGM+.
In Italia è approdata, in due parti separate, su TIMvision tra il 6 e il 13 dicembre 2023.
Nel mese di settembre 2024 viene confermata la cancellazione della serie dopo una sola stagione.

## Trama
Un ex guerriero, ora diventato monaco, racconta la storia di come Artù divenne il signore della guerra nonostante l'illegittimità del suo trono.

## Episodi
| Stagione       | Episodi | Pubblicazione |
| -------------- | ------- | ------------- |
| Prima stagione | 10      | 2023          |

## Personaggi e interpreti

### Principali
- Artù Pendragon, interpretato da Iain De Caestecker, doppiato da Edoardo Stoppacciaro.
Figlio illegittimo di re Uther, un condottiero esiliato che ritorna in Britannia.
- Derfel Cadarn, interpretato da Stuart Campbell, doppiato da Daniele Di Matteo.
Narratore della storia, è un guerriero e seguace di Artù.
- Nimue, interpretata da Ellie James, doppiata da Virginia Brunetti.
Druidessa pagana di Avalon salvata da Merlino che afferma di vedere gli dei.
- Vescovo Bedwin, interpretato da Steven Elder, doppiato da Antonio Sanna.
Vescovo di Caer Cadarn, consigliere del re di Dumnonia e uno dei tre protettori di Mordred.
- Morgana, interpretata da Valene Kane, doppiata da Ughetta D'Onorascenzo.
Sorellastra di Artù. Pagana dalla mentalità aperta e studentessa di Merlino.
- Gundleus, interpretato da Simon Merrells, doppiato da Stefano Thermes.
Re del regno rivale della Siluria e uno dei tre protettori di Mordred. Possente e spietato, Gundleus non si fa scrupoli a massacrare chiunque necessiti per di assicurarsi la vittoria.
- Sagramore, interpretato da Ken Nwosu, doppiato da Mattia Nissolino.
Veterano dell'esercito romano proveniente dalla Numidia che ha seguito Artù in Britannia dopo la caduta dell'Impero romano d'Occidente.
- Lunete, interpretato da Olumide Olorunfemi, doppiata da Chiara Sansone.
Amico di Derfel e Nimue.
- Cadwys, interpretato da Billy Postlethwaite, doppiato da Maurizio Tesei.
Re guerriero di Isca.
- Owain, interpretato da Daniel Ings, doppiato da Massimo Triggiani.
Campione di Dumnonia, un guerriero veterano esperto ma disonesto e uno dei tre protettori di Mordred.
- Merlino, interpretato da Nathaniel Martello-White, doppiato da Emiliano Coltorti.
Politico influente di larghe vedute. Impavido di fronte all'ira del re, segue il suo legame con i suoi dei in ogni situazione.
- Uther Pendragon, interpretato da Eddie Marsan, doppiato da Stefano Alessandroni.
Sommo re di tutta Dumnonia, vecchio e temprato dalle battaglie. Comanda con straordinaria autorevolezza su quasi ogni cosa, eccetto Merlino.
- Ladwys, interpretata da Tatjana Nardone, doppiata da Gianna Gesualdo.
Guerriera pagana e amante di Gundleus.
- Sansum, interpretato da Andrew Gower, doppiato da Daniele Raffaeli.
Sacerdote cattolico, insensibile e intrigante.
- Lanval, interpretato da Matt Mella, doppiato da Alessandro Rigotti.
Fiero guerriero fedele ad Artù.
- Gorfydd, interpretato da Aneirin Hughes, doppiato da Stefano Mondini.
Crudele re di Powys.
- Tristano, interpretato da Gabriel Tierney, doppiato da Emanuele Ruzza.
Principe di Kernow e erede al trono.
- Ginevra, interpretata da Jordan Alexandra, doppiata da Chiara Oliviero.
Migliore amica di Ceinwyn e futura moglie di Artù, donna austera e ambiziosa che brama il potere e il prestigio.
- Ceinwyn, interpretata da Emily John, doppiata da Sara Labidi.
Figlia di Gorfydd e principessa di Powys.
- Aelle, interpretato da Craig Parkinson, doppiato da Dario Oppido.
Re dei Sassoni.

### Ricorrenti
- Norwenna, interpretata da Grace Ackary, doppiata da Giorgia Brunori.
Giovane moglie di Uther e madre di Mordred.
- Tewdric, interpretato da Sagar Arya, doppiato da Michele Mancuso.
Re del Gwent.
- Ligessac, interpretato da Enoch Frost.
Capitano delle guardie di Uther.
- Hywel, interpretato da Sifiso Mazibuko, doppiato da Gabriele Tacchi.
Padre di Lunete.
- Ralla, interpretata da Charlie Duncan, doppiata da Camilla Marcucci.
Pagana che vive ad Avalon e moglie di Culwyn.
- Culwyn, interpretato da Gwion Morris Jones, doppiato da Gabriele Sorrentino.
Marito di Ralla.

## Produzione

### Sviluppo
Il 22 aprile 2022 Sony Pictures Television ha annunciato che loro casa di produzione recentemente acquisita, Bad Wolf, stava adattando il primo libro della trilogia de Il romanzo di Excalibur di Bernard Cornwell, Il re d'inverno, in una serie televisiva in dieci episodi. La serie è stata scritta da Kate Brooke e Ed Whitmore, prodotta da Catrin Lewis Defis e vede Otto Bathurst come regista e produttore esecutivo.
Nel settembre 2024 la serie è stata cancellata dopo una sola stagione.

### Riprese
La lavorazione della serie è iniziata nel luglio 2022 nel Galles e nel West Country. Un set è stato costruito accanto a una ex cava nella Wye Valley vicino a Chepstow, Monmouthshire. A Bristol è stato allestito un teatro di posa temporaneo nel Patchway Studios nella zona industriale di Patchway. Le riprese hanno impiegato dalle 70 alle 150 persone tra cast e troupe per 70 giorni tra il luglio 2022 e il gennaio 2023.
Il 15 settembre 2022 alcune scene sono state girate a Wiltshire e vicino a Bradford on Avon nel Sud Ovest.

## Distribuzione
Negli Stati Uniti la serie ha debuttato sul canale via cavo MGM+ il 20 agosto 2023. Nel Regno Unito è stata pubblicata sul servizio streaming ITVX in due parti separate: la prima parte il 21 dicembre 2023, mentre la seconda il 27 dicembre seguente. In Italia è stata pubblicata in due parti separate su TIMvision: la prima parte il 6 dicembre 2023, mentre la seconda il 13 dicembre seguente.

## Accoglienza
La serie ha ricevuto recensioni generalmente positive dalla critica. Rotten Tomatoes riporta l'85% delle recensioni professionali positive, con un voto medio di 6,70 su 10 basato su 13 critiche. Il consenso critico del sito web indica: «Ricca di azione e estesa nei propositi, The Winter King compensa la sua mancanza di fedeltà ai romanzi di Bernard Cornwell con assoluto intrattenimento di valore.» Metacritic, invece, ha assegnato un punteggio di 60 su 100 basato su 7 recensioni, indicando "recensioni miste".